# Gebhard Schätzler-Perasini

Gebhard Schätzler-Perasini

Johann Gebhard Schätzler-Perasini (* 4. September 1866 in Söflingen bei Ulm; † 8. Juli 1931 in Berlin) war ein deutscher Bühnen-Schriftsteller, Schauspieler, Theaterleiter und Stummfilm-Regisseur. Unter den Pseudonymen Mark Roberts und Ira Pera veröffentlichte er Kriminalromane.

## Leben und Wirken
Schätzler-Perasini erlebte eine Kindheit und Jugend voller Entbehrungen. Frühzeitig zur Halbwaise geworden, konnte er seit dem 12. Lebensjahr nur wenige Jahre im Winter eine Dorfschule besuchen, während er, um für sich und seine Mutter eine Lebensgrundlage zu schaffen, im Sommer Geld dazu verdienen musste und in der Stadt als Handlanger auf dem Bau arbeitete. Den durch ein derart entbehrungsreiches Dasein kaum gestillten Wissenshunger stillte der vaterlose Junge durch unablässiges Lesen, sodass bald in ihm der Wunsch erwuchs, selbst Schriftsteller zu werden. Bereits mit 17 Jahren begann Schätzler-Perasini als Bühnenschauspieler aufzutreten und schloss sich mehreren Ensembles an kleinen Spielstätten an. 1890 erreichte er mit dem Stadttheater von Krefeld die erste größere Bühne.
Bereits zwei Jahre später (1892) ließ Schätzler-Perasini die Bühnenwelt wieder vorübergehend hinter sich. Von der Schriftstellerei begeistert, gelang es ihm mit bereits 19 Jahren sein erstes Bühnenwerk zu veröffentlichen. Dabei handelte es sich um einen Schwank, ein Genre, in dem er auch später produktiv war. Es folgten in den kommenden Jahrzehnten eine Fülle von Lustspielen, Komödien und Militärschwänken, seltener bearbeitete er ernste oder gar dramatische Stoffe. 1919 veröffentlichte Gebhard Schätzler-Perasini mit Prinzenliebe auch eine Operette mit der Musik von Walter Bromme. Zwischenzeitlich war Gebhard Schätzler-Perasini kurzfristig zur Bühne zurückgekehrt: 1900 übernahm er für zwei Jahre die Leitung des Stadttheaters von Cottbus. Danach widmete er sich jedoch wieder ganz der Schriftstellerei.
Im Jahre 1909 kam ein weiteres neues Betätigungsfeld hinzu: Der Film. Der Berliner Produzent Alfred Duskes holte Schätzler-Perasini zu seiner Firma und ließ ihn eine Reihe kurze Lustspielfilmchen, einfache Belustigung für ein schlichtes Publikum, inszenieren. 1910 gelang dem Neuregisseur im Auftrag der Deutschen Bioscope eine frühe Umsetzung von Hans Christian Andersens Märchen Das Mädchen mit den Schwefelhölzern, im Jahr darauf steuerte der Wahlberliner das Drehbuch zu Asta Nielsens Drama Zigeunerblut bei. Seine letzten nachweisbaren Filmbeiträge waren gegen Ende des Ersten Weltkriegs Drehbücher zu von Erich Pommer produzierten Lustspielen aus der Hand Otto Ripperts, mit Hanne Brinkmann und Paul Westermeier in den Hauptrollen. Seinen Lebensabend verbrachte Gebhard Schätzler-Perasini in Fichtenau bei Berlin.

## Literarisches Werk (Auswahl)
- In Feindesland 1885.[2]
- Diese Weiber! 1886.[2]
- Onkelchen hilft. 1888.[2]
- Der Teufelsklex. 1890.[2]
- Die Giftmischer. 1890.[2]
- Er ist nervös! Schwank in 1 Akt. Bagel, Mülheim a. d. Ruhr 1892.
- Amor in Uniform. Militärischer Scherz in 1 Akt. Bagel, Mülheim a. d. Ruhr 1892.
- Die Studentenbraut. Schwank in 1 Aufzug. Bagel, Mülheim a. d. Ruhr 1895.
- Ein Morgen beim Herrn Oberst. Schwank in 1 Aufzug. Bagel, Mülheim a. d. Ruhr 1897.
- Das Rendezvous im Pavillon, oder Alles militärisch! Militärisches Original-Lustspiel in 1 Akt. Bagel, Mülheim a. d. Ruhr 1898.
- Der Herr Baron oder: Ein lustiger Ehestands-Streich. Original-Lustspiel in 1 Aufzug. Bagel, Mülheim a. d. Ruhr 1897.
- Soldatenliebe oder: Wenn die Katze aus dem Haus! Original-Schwank in 1 Akt. Bagel, Mülheim a. d. Ruhr 1898.
- Die Löwenbraut. Schwank in 3 Akten. Rubinverlag, München 1898.
- Florians Brautfahrt. 〈Auf der Grenzbaude.〉 Schwank in 3 Akten. Von Gebhard Schätzler-Perasini und Walther Schönau (d. i. Martha Kneschke). Hendel, Halle an der Saale 1900.
- Nur keinen Leutnant! Militärischer Schwank in 1 Akt. Bagel, Mülheim a. d. Ruhr 1899.
- Nachtbesuch. 1902.[2]
- Distelfeuer. 1903.[2]
- Die Falle -! Kriminal-Roman nach den Aufzeichnungen eines russischen Geheimpolizisten. Weichert, Berlin 1903.
- Sein Prinzeßchen. Deutsches Lustspiel in 3 Akten. Entsch, Berlin 1905.
- Sonnenscheinchen. 1904.[2]
- Die Generalkomteß. Lustsspiel in 3 Akten. Entsch, Berlin 1905.
- Die Goldfliege. Schwank in 3 Akten. Rubinverlag, München 1905.
- Die kleine Witwe. Schwank in 3 Akten. Entsch, Berlin 1906.
- Russalka. Altrussisches Liebesspiel in 4 Akten. Fichtenau 1905.
- Manöverregen. Lustspiel in 3 Akten. Von Gebhard Schätzler-Perasini und Richard Keßler (Librettist). Entsch, Berlin 1908.
- Der von Rambow. Lustspiel in drei Akten. Von Gebhard Schätzler-Perasini und Richard Keßler. Bloch, Berlin 1909.
- Der Luftleutnant. Ballonschwank in 3 Akten. Bloch, Berlin 1908.
- Frau Juttas Brautfahrt. Ein Spiel vom Rhein in vier Akten. Bloch, Berlin 1909.
- Im blauen Licht. 1910.[2]
- Das Rätsel einer Nacht. Kriminalroman. Von Ira Pera. Weber, Heilbronn 1910.
- Wenn der Flieder blüht. Lustspiel in 3 Akten. Berlin 1915.
- Prinzenliebe. Operette in 3 Akten. Gesangstexte von Will Steinberg. Musik von Walter Bromme. Imperator, Berlin 1919.
- Der mit der grünen Krawatte. Detektiv-Roman. Aufwärts-Verlag, Berlin 1920.
- Das Perlenband der Stuart. Kriminalroman. Rothbarth, Leipzig 1920.
- Hexentanz. Roman. Langenscheidt, Berlin 1921.
- Der Dolch der Medici. Monopol-Verlag, Berlin 1922.
- Der Schuß im blauen Salon. Kriminalroman. Von Mark Roberts. Verlagshaus Freya, Heidenau 1927.
- Der Mord im Expreß. Kriminalroman. Von Mark Roberts. Verlagshaus Freya, Heidenau 1927.
- Der Tod im Auto. Kriminalroman. Verlagshaus Freya, Heidenau 1927.
- Der zweite Tote. Kriminalroman. Von Mark Roberts. Verlagshaus Freya, Heidenau 1927.
- Ännchen von Tharau, eines deutschen Dichters erste Liebe. Verlagshaus Freya, Heidenau 1927.
- Das Bild im Kodak. Kriminalroman. Von Ira Pera. Verlagshaus Freya, Heidenau 1927.
- Das Geheimnis des Meeres. Kriminalroman. Von Mark Roberts. Verlagshaus Freya, Heidenau 1927.
- Die blauen Dominos. Kriminalroman. Verlagshaus Freya, Heidenau 1927.
- Die goldene Venus. Kriminalroman. Verlagshaus Freya, Heidenau 1927.
- Es ruft der See -! Kriminalroman. Verlagshaus Freya, Heidenau 1927.
- Eva Allmers und ihr Kind. Berliner Künstlerroman. Oestergaard, Berlin 1927.
- Die goldene Spinne. Kriminalroman. Von Ira Pera. Verlagshaus Freya, Heidenau 1928.
- Fräulein Postmeister. Lebensbild mit Gesang in 3 Aufzügen. (Mit Verwendung alter Volkslieder und freier Benutzung einer Lustspielidee von C. A. Görner.) Danner, Mühlhausen 1928.
- Die schöne Dyvecke, das Täubchen Christian des Grausamen. Verlagshaus Freya, Heidenau 1929. (Frauen der Liebe, Band 95.)
- Späte Vergeltung. Kriminal-Erzählung. Rothbart, Leipzig 1930.
- Der Graf von Monte Carlo. Leben und Lieben eines Spielers. Roman.  Neues Verlagshaus für Volksliteratur und Kunst, Berlin 1931.
- Das Verbrechen im Hause Clifford. Kriminalroman. Artnow (books on demand) 2022.

## Filmografie
als Regisseur, wenn nicht anders angegeben:
- 1909: Die verhängnisvolle Hose
- 1909: Der blinde Bankier
- 1909: Die Entdeckung des Nordpols durch Kulicke und Lehmann
- 1909: Der Roman eines armen Mädchens
- 1910: Wem gehört das Kind?
- 1910: Räuberhauptmann Nulpe
- 1910: Gräfin Ankarström
- 1910: Die Welt geht unter
- 1910: Das Mädchen mit den Schwefelhölzern
- 1911: Das Harfenmädchen
- 1911: Der Glockenguss zu Breslau
- 1911: Zigeunerblut (nur Drehbuch)
- 1916: Moritz sucht eine Frau
- 1916: Der Mann mit dem Karnickel
- 1917: Komtesse Hanne (nur Drehbuch)
- 1918: Baroneßchen auf Strafurlaub (nur Drehbuch)